# 花畠教場
花畠教場（はなばたけきょうじょう）は、岡山城下の花畠にあった屋敷のこと。

## 概要
花畠教場は、備前国岡山藩初代藩主の池田光政が、寛永18年（1641年）、岡山城下の花畠（現在の岡山市中区網浜）に建て、儒学者の熊沢蕃山らを招き、家臣に陽明学を講じた日本で最初の藩校とされている。
これは岡山城下を流れる旭川の中洲（花畠）にあった藩主の別邸、花畠別邸を学校としたものであった。ここで武家の徳は勇強と慈愛であるとされた。寛文6年（1666年）に学校は岡山城内の石山にあった松平政種の邸宅を学校に転用し、仮学館となった。ここまで入学者は岡山藩の中流以上の武家の師弟であったが、その他、紀伊国、江戸、近江国、播磨国からの入学者もあった。この学校の校則、校訓が、「花園会約」で、これはいずれも熊沢蕃山が作ったものである。この学校は、のちに岡山藩学校と改称された。